# العلاقات النيجرية النيجيرية
العلاقات النيجرية النيجيرية هي العلاقات الثنائية التي تجمع بين النيجر ونيجيريا.

## مقارنة بين البلدين
هذه مقارنة عامة ومرجعية للدولتين:
| وجه المقارنة                                              | النيجر          | نيجيريا       |
| --------------------------------------------------------- | --------------- | ------------- |
| المساحة (كم2)                                             | 1.27 مليون      | 923.77 ألف    |
| عدد السكان (نسمة)                                         | 21.48 مليون     | 228 مليون     |
| الكثافة السكانية (ن./كم²)                                 | 16.91           | 206.64        |
| العاصمة                                                   | نيامي           | أبوجا         |
| اللغة الرسمية                                             | لغة فرنسية      | اللغةإنجليزية |
| العملة                                                    | فرنك غرب أفريقي | نيرة نيجيرية  |
| الناتج المحلي الإجمالي (بليون دولار)                      | 8.12 مليار      | 680 مليار     |
| الناتج المحلي الإجمالي (تعادل القوة الشرائية) بليون دولار | 19.01 مليار     | 1.09 تريليون  |
| الناتج المحلي الإجمالي الاسمي للفرد دولار أمريكي          | 358             | 2.64 ألف      |
| الناتج المحلي الإجمالي للفرد دولار أمريكي                 | 938             | 5.91 ألف      |
| مؤشر التنمية البشرية                                      | 0.348           | 0.514         |
| رمز المكالمات الدولي                                      | +227            | +234          |
| رمز الإنترنت                                              | .ne             | .ng           |
| المنطقة الزمنية                                           | ت ع م+01:00     | ت ع م+01:00   |

## منظمات دولية مشتركة
يشترك البلدان في عضوية مجموعة من المنظمات الدولية، منها:
| علم المنظمة | اسم المنظمة                                 | تاريخ انضمام النيجر | تاريخ انضمام نيجيريا |
| ----------- | ------------------------------------------- | ------------------- | -------------------- |
|             | مؤسسة التنمية الدولية                       | 24 أبريل 1963       | 14 نوفمبر 1961       |
|             | الأمم المتحدة                               | 20 سبتمبر 1960      | 7 أكتوبر 1960        |
|             | منظمة التجارة العالمية                      | ?                   | ?                    |
|             | منظمة التعاون الإسلامي                      | ?                   | ?                    |
|             | البنك الإفريقي للتنمية                      | ?                   | ?                    |
|             | وكالة ضمان الاستثمار متعدد الأطراف          | 10 مايو 2012        | 12 أبريل 1988        |
|             | مجموعة دول أفريقيا والكاريبي والمحيط الهادئ | ?                   | ?                    |
|             | الاتحاد الأفريقي                            | ?                   | ?                    |
|             | منظمة الشرطة الجنائية الدولية               | ?                   | ?                    |
|             | المركز الدولي لتسوية المنازعات الاستشارية   | 14 ديسمبر 1966      | 14 أكتوبر 1966       |
|             | الاتحاد الدولي للاتصالات                    | 14 نوفمبر 1960      | 11 أبريل 1961        |
|             | الفريق المعني برصد الأرض                    | ?                   | ?                    |
|             | البنك الدولي للإنشاء والتعمير               | 24 أبريل 1963       | 30 مارس 1961         |
|             | الاتحاد البريدي العالمي                     | ?                   | ?                    |
|             | منظمة حظر الأسلحة الكيميائية                | ?                   | ?                    |
|             | مؤسسة التمويل الدولية                       | 7 يناير 1980        | 30 مارس 1961         |
|             | يونسكو                                      | 10 نوفمبر 1960      | 14 نوفمبر 1960       |

## وصلات خارجية
- موقع وزارة الخارجية النيجيرية